# 完美伴侶 (電影)
《完美伴侶》（英語：Companion）是一部2025年美國科幻恐怖片，由德魯·漢考克（Drew Hancock）編劇和執導，蘇菲·蔡徹、傑克·奎德、盧卡斯·蓋奇、梅根·蘇利、哈維·吉恩以及魯伯特·佛列德主演。電影講述年輕女子艾莉絲跟著男朋友喬許為首的人們在某處湖畔小屋聚會，但隨著艾莉絲被非禮未遂和揭露她的真實身分，這場聚會演變成一行人始料未及的夢魘。
《完美伴侶》由華納兄弟影業排定2025年1月31日於美國上映。這部電影獲得媒體和影評圈的普遍正面評價，獲得評論家讚美的部分主要集中在融合多重元素、主題、演員的表現。

## 故事概要
故事以年輕女子艾莉絲作為主要焦點，講述發生在艾莉絲等人身上的經歷。艾莉絲因緣際會認識了她的男朋友喬許，回顧這段往事後，艾莉絲和喬許抵達某處幽靜的湖畔小屋，和朋友凱特、情侶檔伊萊和派屈克、凱特的男朋友兼湖畔小屋的主人謝爾蓋會面，一行人安頓好一切並共進晚餐，度過愉快的一天。翌日，謝爾蓋因為凱特的建議心生歪念，準備強暴艾莉絲，結果在不顧艾莉絲抵抗執意動手的狀況，被艾莉絲反擊而死。全身染血的艾莉絲驚慌失措地向喬許解釋這一切，沒想到喬許置之不理還命令她「去睡覺」，關掉了她的電源。
再度甦醒的艾莉絲發現自己被拘束在一座椅子上，還被喬許告知自己其實是喬許依據個人喜好和需求訂製、能透過應用程式控制的伴侶機器人，艾莉絲趁著喬許準備找凱特談話的空檔自行脫困，還偷走了喬許的智慧型手機逃遁至附近的森林，在檢察自身設定的過程中，她將自身的智力設定從40%調整至100%，作中更透露喬許利用程式漏洞增加了艾莉絲的攻擊性但無法傷害持有者。稍後喬許和凱特在談話中提及他們準備利用艾莉絲殺害謝爾蓋，藉機盜走謝爾蓋存在保險箱高達1200萬美金的鉅款，伊萊和派屈克也被兩者拉攏見證，然而喬許和凱特認為派屈克不算數並排除其分贓的權利，還強調派翠克頂多是他們的同夥。艾莉絲進入小屋從謝爾蓋的保險箱竊取一把手槍，與此同時喬許等人認為艾莉絲在持有主人的手機狀態無法真正關閉，開始尋找她的下落。
另一方面，派翠克坦承自己知道自身也是機器人、但發自真心愛著伊萊的事實，喬許等人聽見了喬許的手機聲響，發現了躲在樹後的艾莉絲，伊萊逮住了試圖逃跑的艾莉絲，結果雙雙滾落山波，導致艾莉絲竊取的手槍也跟著被衝擊撞掉，伊萊和艾莉絲爭奪手槍的過程中，被艾莉絲開槍射殺，行兇的艾莉絲返回湖畔小屋準備運用喬許的自動駕駛汽車逃出生天，結果喬許反過來使用謝爾蓋遺留的手機通報汽車失竊，令艾莉絲一度啟動的自動駕駛汽車停止運作並困住了她。艾莉絲踢破了車窗徒步逃跑，被在當地巡邏的警員罕醉克斯攔下並察覺車上染血的刀刃，罕醉克斯試圖詢問相關細節，艾莉絲顧及伴侶機器人無法向人類說謊的設定，於是她將語言設定切換成德語令罕醉克斯無法聽懂她的話語企圖蒙混過關。這時候派屈克現身打死罕醉克斯並奪取喬許的手機更改設定，讓艾莉絲失去行動能力，艾莉絲在逃跑過程失去行動能力昏厥後，被帶回湖畔小屋。凱特對喬許的行為深感厭惡，決定退出一行人並試圖帶著她那份分贓的現金離開，喬許命令派屈克阻止凱特，結果凱特命喪派翠克的刀下。
稍晚時分，派屈克為喬許準備了晚餐，喬許回應了來自程式公司「Empathix」的來電，誆稱自己很害怕艾莉絲，希望他們能將艾莉絲帶回原廠調整，坐在同桌的艾莉絲看著這一切，面對喬許抱怨生活一切不順遂深感鄙視，喬許於是將艾莉絲的智力設定調成0%以求降低威脅，令艾莉絲變成完全聽命主人的模式，還對艾莉絲下達包含但不限將手放在蠟燭頂端任火灼燒、朝頭部開槍等自殘行動。「Empathix」派遣兩名員工席德（Sid）和泰迪（Teddy）回收艾莉絲，喬許謊稱艾莉絲精神失常還開槍尋短，失去了記憶，被兩者糾正伴侶機器人的記憶儲存區是腹部，喬許於是命令派翠克將席德和泰迪滅口，造成席德遇害身亡，泰迪試圖逃跑但被絆倒，派翠克緊追而來，與此同時艾莉絲完成了自身的系統重啟，向處於攻擊模式的派屈克懇求放過泰迪一命，盡力控制自身的派屈克被艾莉絲曉之以情想起對伊萊的愛情，最終派屈克因為自身缺乏真正的人性而感到絕望，最終自盡而亡。撿回一命的泰迪則正式賦予艾莉絲完全控制自己的權力。
艾莉絲正式返回湖畔小屋和喬許對峙，雙方展開纏鬥，最終艾莉絲面對敗北的喬許，冷漠地道出喬許當初遏止她的話語指令「去睡覺」，持電鑽刺穿了喬許的太陽穴將他殺死。第二天早上，艾莉絲清洗前天殘留在身上的血跡和污垢，還剝掉先前被火焚毀的人造肌膚，露出底下的金屬結構，沐浴更衣後收始好衣服和謝爾蓋的錢財，駕駛著舊款福特野馬揚長而去。開車逃跑的途中，艾莉絲偶然瞥見一名駕車的男子載著與她同款但不同造型的機器人，向車內的機器人微笑揮手後就此別過，該名和艾莉絲同款的機器人則在察覺兩者相仿之處後露出困惑的神情。

## 演員
- 蘇菲·蔡徹飾演艾莉絲（Iris）
- 傑克·奎德飾演喬許·畢曼（Josh Beaman）
- 盧卡斯·蓋奇飾演派屈克（Patrick）
- 梅根·蘇利（英语：Megan Suri）飾演凱特（Kat）
- 哈維·吉恩（英语：Harvey Guillén）飾演伊萊（Eli）
- 魯伯特·佛列德飾演謝爾蓋（Sergey）
- 賈布克·楊-懷特（英语：Jaboukie Young-White）飾演泰迪
- 麥特·麥卡錫（英语：Matt McCarthy (comedian)）飾演席德
- 馬克·蒙查卡（英语：Marc Menchaca）飾演罕醉克斯副警長（Deputy Hendrix）
- 伍迪·傅（Woody Fu）飾演馬特奧（Mateo）
- 艾希莉·蘭伯特（Ashley Lambert）飾演喬許的車（Josh's Car）

## 製作
2023年2月，據報導新線影業正在製作一部片名為《完美伴侶》（Companion）的恐怖片，該片由德魯·漢考克（Drew Hancock）編劇和執導，這也將是他首部長片作品，札克·克瑞格、拉斐爾·馬爾古萊斯（Raphael Margules）、傑迪·利弗席茲和羅伊·李製片。
2023年5月，宣布傑克·奎德參與演出.。6月，哈維·吉恩、盧卡斯·蓋奇、梅根·蘇利、蘇菲·蔡徹和魯伯特·佛列德參與演出。

## 發行
《完美伴侶》由華納兄弟影業排定2025年1月31日以2D與IMAX格式於美國上映。此前上映日期曾定於2025年1月10日。

## 迴響

### 評價
爛番茄根據129條評論，本片獲得95%的新鮮度，平均得分7.6／10，觀眾的好評度為92%，平均得分4.3／5。Metacritic根據31位影評人給予75分（滿分100分）。

## 外部連結
- 官方网站
- 互联网电影数据库（IMDb）上《完美伴侶》的资料（英文）
- Metacritic上《完美伴侶》的資料（英文）
- Box Office Mojo上《完美伴侶》的資料（英文）
- 爛番茄上《完美伴侶》的資料（英文）
- 開眼電影網上《完美伴侶》的資料（繁體中文）
- 豆瓣电影上《完美伴侶》的資料 （简体中文）